# 리샤르 클레데르망

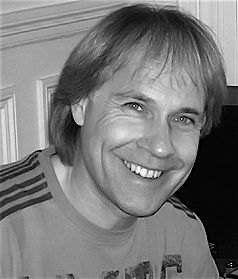

리차드 클레이더만(영어: Richard Clayderman, 1953년 12월 28일 ~ )은 영국에서 주로 활동하는 프랑스의 피아니스트이자, 작곡가이며, 본명은 필리프 빠제스(프랑스어: Philippe Pagès)이다.

## 생애
프랑스 파리에서 태어났다. 콩세르바투아를 음악원을 수석으로 졸업. 1977년 데뷔곡 <아드린느를 위한 발라드>가 경음악으로는 매우 드물게 파리를 강타했고, 유럽 지역에서 선풍적인 인기를 누렸다. 그 후 앨범 <가을의 속삭임>을 발표하여 타이틀곡과 <사랑은 핑퐁>이 호평을 받았다. 데뷔앨범의 성공으로 그는 4년 동안 세계순회공연을 하며 3천만장의 판매고를 올리는 경이적인 기록을 세웠다.   1983년 앨범 <무지개 마음>을 발표하여 발라드한 <Enden Is A Magic World>가 호평을 받았다. 이 곡은 후에 올리비에 투생이 직접 노래하여 히트되기도 했다. 1984년 JVC 레이블에서 앨범 Richard Clayderman을 발표하여 <엘자의 첫 슬픔>을 히트시켰다. 1985년에 내한해 국내에서도 리처드 클래이더맨의 선풍이 일었으며, 서정적인 피아노 연주세계로 인하여 그의 앨범들은 히트를 기록했다.

## 기본 정보
- 신체 : 177 cm
- 정식 데뷔 : 1976년, 아드린느를 위한 발라드

## 경력
- 1969년 : 콩세르바투와르
- 1970년 : 록 밴드 멤버로 활동
- 종합 기록 : 63개 음반 플래티넘, 253개의 골드레코드, 800곡 이상 레코딩 기록

## 주요 정규 앨범
- Richard Clayderman (1977):  Piano et orchestre (1986) - 재발매
- A comme amour (1978)
- Lettre à ma Mère' (1979)
- Rondo pour un tout petit enfant (1981): Concerto pour une jeune fille nommée "je t'aime" (2009) - 재발매
- Couleur Tendresse (1982)
- Le Premier chagrin d'Elsa (1983)
- Coeur Fragile (From the Heart) (1984)
- Les Sonates (with Nicolas de Angelis) (1985)
- Romantic (1986)
- Eléana (1987)
- Zodiacal Symphony (1988)
- Il y a toujours du soleil au dessus des nuages (1990)
- Desperado (1993)
- Les Nouvelles ballades romantiques (1994)
- Les Rendez-vous du hazard (1997)
- Joue-moi tes rêves (1999)
- Mysterious Eternity (2002)
- New Richard Clayderman (2005)

## 같이 보기
- 아드린느를 위한 발라드